# Fudzsimura Tomomi
Fudzsimura Tomomi (藤村 智美; Hepburn: Fujimura Tomomi) (Hjógo prefektúra, 1978. május 30. –) japán válogatott labdarúgó.

## Klub
A labdarúgást az Iga FC Kunoichi csapatában kezdte. 1997 és 2005 között az Iga FC Kunoichi csapatában játszott. 2006-ban az INAC Kobe Leonessa csapatához szerződött. 2009-ben vonult vissza.

## Nemzeti válogatott
1997-ben debütált a japán válogatottban. A japán válogatott tagjaként részt vett az 1999-es és a 2001-es Ázsia-kupán. A japán válogatottban 20 mérkőzést játszott.

## Statisztika
| Japán válogatott | Japán válogatott | Japán válogatott |
| Időszak          | Mérk.            | gól              |
| ---------------- | ---------------- | ---------------- |
| 1997             | 1                | 0                |
| 1998             | 0                | 0                |
| 1999             | 6                | 0                |
| 2000             | 6                | 0                |
| 2001             | 4                | 1                |
| 2002             | 3                | 0                |
| Összesen         | 20               | 1                |

## Sikerei, díjai
Japán válogatott
- Ázsia-kupa:  Ezüst; 2001

Klub
- Japán bajnokság: 1999

Egyéni
- Az év Japán csapatában: 2000